# Доњи Кефалари
Доњи Кефалари (грч. Κάτω Κεφαλάρι, Като Кефалари) је насељено место у општини Доксат у периферији Источна Македонија и Тракија, Грчка. Према попису из 2021. године било је 292 становника.
Доњи Кефалари су нова махала подигнута 1923. године поред села Горњи Кефалари, где су насељене грчке избеглице. Од пописа 1951. се воде као посебно насеље када су имали 315 становника.